# ボリウッド・ハンガマ
ボリウッド・ハンガマ（Bollywood Hungama）は、インドのボリウッドに関するエンターテインメント・ウェブサイト。以前は「IndiaFM」として知られており、2000年以降はハンガマ・デジタル・メディア・エンターテインメントが運営している。同サイトの所有する画像の一部はCC-BY-3.0ライセンス下で使用許可が与えられている。
サイトではボリウッドを中心としたインド映画の情報、映画批評、興行成績に関するニュースを提供している。1998年6月15日に「IndiaFM」としてサイトが開設され、2008年に「ボリウッド・ハンガマ」に名称が変更された。